# Charlotte Leslie
Pour les articles homonymes, voir Aiello, Borg, ALFA et Leslie.
 (septembre 2017).
- Si vous ne connaissez pas le sujet, laissez ce bandeau (vous pouvez alors contacter les auteurs).
- Si vous supprimez le contenu mis en cause (vous pouvez préalablement contacter les auteurs),

argumentez précisément cette suppression dans la page de discussion
(un manque de référence n'est pas un argument ; une recherche réelle de référence doit avoir été effectuée, être formellement documentée).
 (septembre 2017).
Si vous disposez d'ouvrages ou d'articles de référence ou si vous connaissez des sites web de qualité traitant du thème abordé ici, merci de compléter l'article en donnant les références utiles à sa vérifiabilité et en les liant à la section « Notes et références ».
Charlotte Leslie, de son vrai nom Rosetta Aiello, alias Rosa Borg ou Catherine Alfa née le 18 décembre 1945 à Gabès en Tunisie, est une chanteuse française.

## Biographie
Cadette d'une famille italienne de dix enfants, elle passe son enfance à Lens et quitte l'école à 13 ans pour travailler dans un atelier de confection.
À 19 ans, elle remporte avec sa chanson "Le ciel d'Italie" écrite par son père le tremplin annuel organisé dans sa ville par La Voix du Nord et parrainé par Lucien Morisse des disques AZ.
Elle enregistre, en 1964, ses deux premiers disques sous le pseudoyme de Catherine Alfa :"Tu es pris au piège" et "Tu m'as trahie" qui passent régulièrement sur Europe 1.
Elle signe ensuite, en 1966, chez Polydor pour sortir plusieurs 45T EP sous le nouveau pseudo de Charlotte Leslie. Le 1er intitulé Les filles c'est fait pour faire l'amour choque et est déprogrammé par plusieurs radios.
Par la suite, elle sort "L'hiver en été" (1967) puis "Poupée sans âme" et effectue de nombreuses tournées: dans toute la France avec Claude François, en Belgique avec Adamo et en tête d'affiche en Europe de l'Est.
Après la sortie de "Mr. Harisson", en 1970, elle se retire de la chanson avant de tenter un bref retour, au début des années 1980, sous le pseudo de Rosa Borg (nom de jeune fille de sa mère) mais sans grand succès.

## Discographie
- 1963, Tu es pris au piège
- 1964, Tu m'as trahie
- 1967, L'ennuie en robe dorée
- 1968, Sur la montagne
- 1968, L'enchaînée
- 1971, On est heureux quand on se quitte
- 1981, Recuerdos de mi vida